# Индонезийско-таиландские отношения
Индонезийско-таиландские отношения — двусторонние дипломатические отношения между Индонезией и Таиландом. Государства официально установили дипломатические отношения 7 марта 1950 года. С тех пор между двумя странами сложились крепкие двусторонние отношения. Государства открыли посольства в столицах: Индонезия имеет посольство в Бангкоке и консульство в Сонгкхле, а Таиланд имеет посольство в Джакарте. Визиты высокопоставленных чиновников осуществляются уже много лет. Государства являются основателями АСЕАН и членами Движения неприсоединения и АТЭС. Индонезия и Таиланд считаются союзниками. Индонезия также назначена наблюдателем во время пограничного спора между Камбоджей и Таиландом.
В мае 2014 года после военного переворота в Таиланде, Индонезия призвала к восстановлению демократии в этой стране, попросив военных и гражданских лиц в Таиланде сотрудничать вместе, чтобы восстановить политическую стабильность.

## История

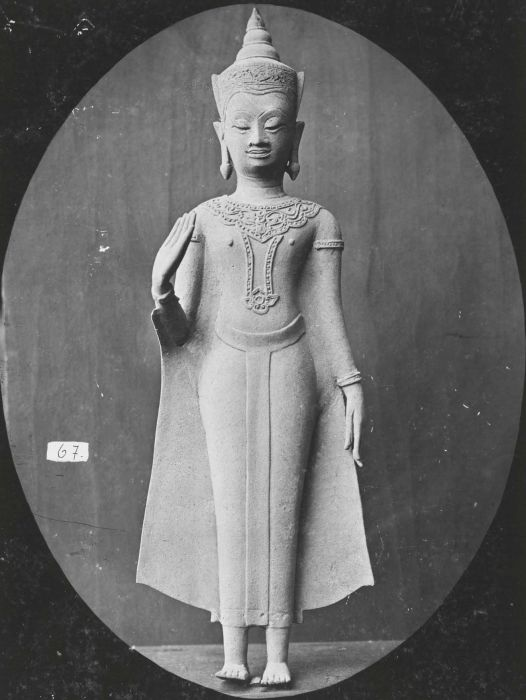
Бронзовая статуя Будды XVI века в стиле Аюттхая, обнаруженная в Талага недалеко от Кунингана и Чиребона, Западная Ява, предполагает торговые связи между Аюттхая и Явой

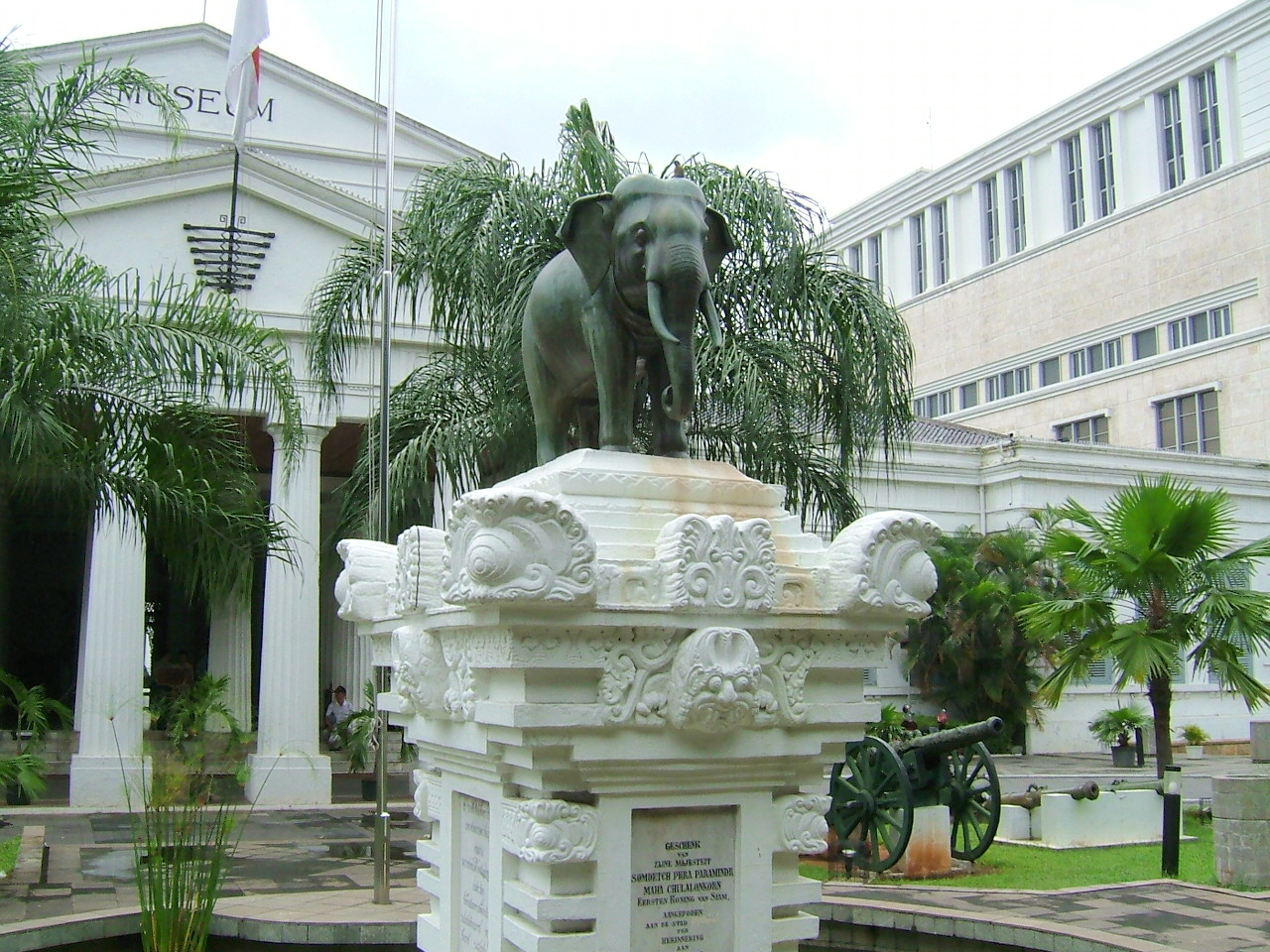
Бронзовая статуя слона во дворе Национального музея Индонезии

Отношения между древним Таиландом и Индонезией восходят к VIII веку, в эпоху империи Шривиджая. Части Южного Таиланда на Малайском полуострове находились под влиянием Шривиджайской империи с центром на Суматре. Шривиджайские буддийские храмы можно увидеть в Чайе. Король Дхараниндра (годы правления 780—800) из Матарама, возможно, установил контроль над Лигором на Малайском полуострове. В яванской рукописи Нагаракертагама XIV века, датируемой периодом Маджапахита, упоминается несколько регионов, которые сегодня считаются расположенными на территории современного Таиланда, такие как: Сиам, Аютия, Накхонситхаммарат на юге Таиланда, Ратбури и Сингбури на рукаве реки Менам. Обнаружение аюттхайских бронзовых статуэток XVI века в Талага, деревне недалеко от Чиребона, у подножия горы Чиремай, также указывает на древние связи. И наоборот, упоминание таких индонезийских мест, как Ява, Маджапахит, Макасар и Минангкабау, можно найти в древних тайских документах.
Согласно тайскому источнику, во время правления короля Нараи в конце XVII века несколько сотен макасаров бежали из города Макасар и отправились в Аютию после того, как голландцы захватили их королевство в конце 1660-х годов. Король подарил им участок земли в городе рядом с малайским кварталом. Сказки Панджи, рассказ о любви, приключениях и храбрости яванского принца и его супруги, возникший в Кедири и популярный в эпоху Маджапахита, распространился на Малайский полуостров, в Камбоджу и, наконец, в Сиам как рассказ о принце Инао.
В эпоху колониальной Голландской Ост-Индии крепкие связи между странами продолжались. Король Рама V, правивший в 1868—1910 годах, трижды посещал Яву: в 1870, 1896 и 1901 годах. Таиландский король посетил Батавию, Бандунг и Семаранг, а также посетил Боробудур. В качестве сувенира король Рама V подарил индонезийцам бронзовую статую слона. В настоящее время слон стоит перед Национальным музеем в Джакарте. Король Рама V увлекался и интересовался древней историей, искусством и культурой Явы. Как-то раз он выразил желание собрать несколько образцов древних яванских археологических реликвий, в ответ генерал-губернатор Голландской Ост-Индии прислал ему в подарок восемь телег со статуями и резьбой по камню, взятыми из Боробудура. К ним относятся 30 фрагментов, взятых из ряда рельефных панелей, пять изображений Будды, два льва, одна горгулья, несколько мотивов кала с лестниц и ворот, а также большая статуя стража (дварапала). Некоторые из этих артефактов, в первую очередь львы и дварапала, сейчас выставлены в Национальном музее в Бангкоке.
После провозглашения Индонезией независимости в 1945 году, вслед за принятием декларации независимости и официального признания суверенитета Нидерландами в 1949 году, Королевство Сиам незамедлительно устанавливает дипломатические отношения с Республикой Индонезия в марте 1950 года. В 1967 году государства вместе с Филиппинами, Малайзией и Сингапуром организовали встречу в Бангкоке, чтобы создать организацию АСЕАН для обеспечения мира и стабильности в регионе. С тех пор страны поддерживают тесные и крепкие отношения.

## Торговля

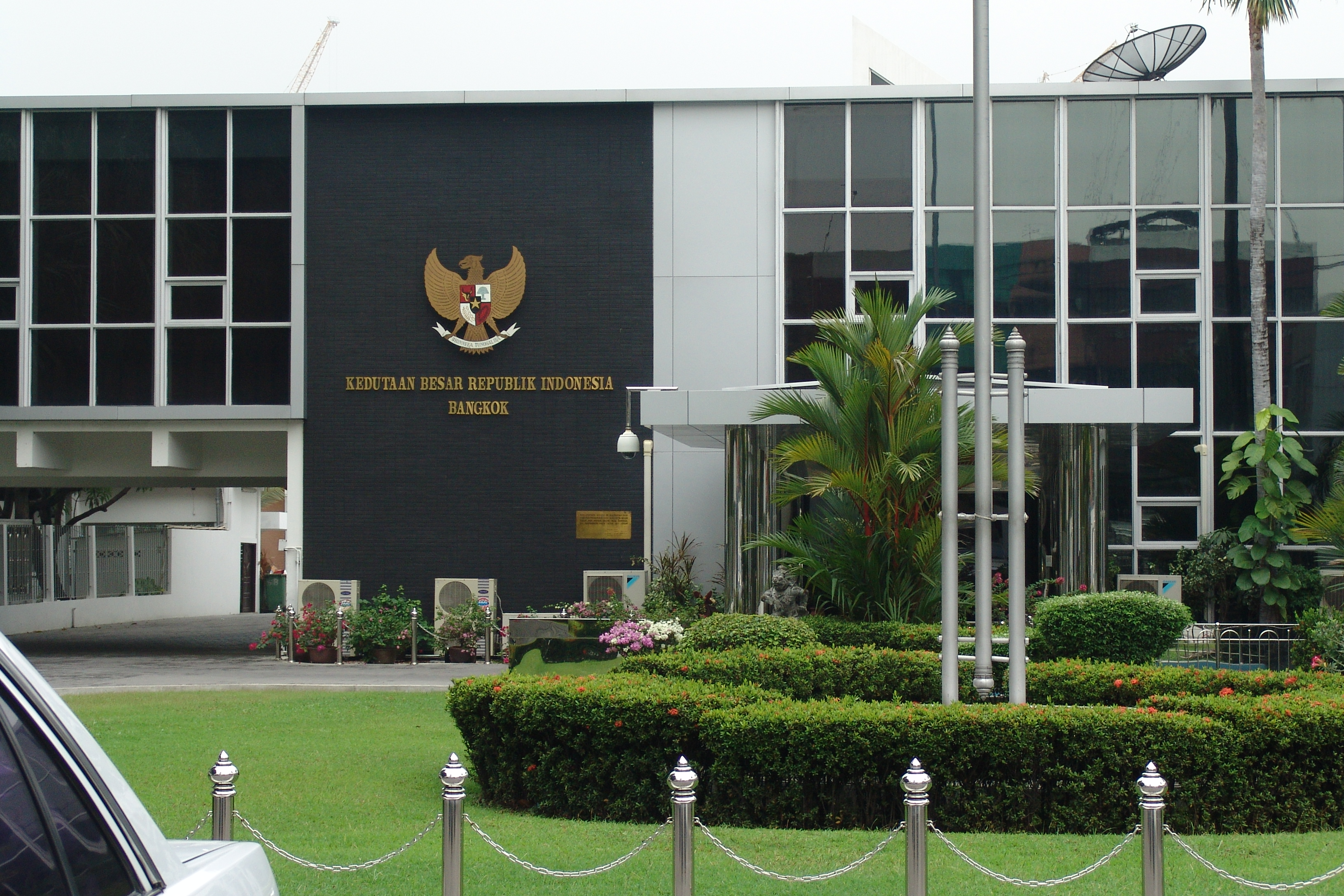
Посольство Индонезии в Бангкоке

Индонезия в настоящее время занимает шестое место среди мировых торговых партнёров Таиланда. В 2011 году объём товарооборота между государствами составил сумму примерно 17 миллиардов долларов США. Индонезия является третьим по величине торговым партнёром Таиланда в АСЕАН после Малайзии и Сингапура. Индонезия с её большим населением является огромным рынком для сельскохозяйственной продукции из Таиланда. Традиционно Таиланд рассматривается как поставщик продуктов питания для Индонезии: рис и фрукты, особенно дуриан, тамаринд, черимойю, гуаву, помело, манго и лонган. С другой стороны, в импорте Таиланда из Индонезии преобладают энергоносители, такие как уголь, нефть и газ. Большую часть времени Таиланд имел положительное сальдо торгового баланса в размере 1,2 миллиарда долларов США в 2005 году, 281 миллион долларов США в 2006 году и 1,2 миллиарда долларов США в 2007 году. Однако в сентябре 2009 года профицит торгового баланса Индонезии составил около 62,7 миллиона долларов США.
Хотя государства обещают увеличить объёмы торговли и открыть больше возможностей через зону свободной торговли АСЕАН, тем не менее, каждая страна часто применяет торговые правила для защиты своих экономических интересов. Например, индонезийские стеклянные изделия, экспортируемые в Таиланд, облагались 30 % торговой пошлиной в течение трёх лет, начиная с 2011 года, в целях защиты аналогичной стеклянной продукции этой страны. В декабре 2017 года государства вместе с Малайзией запустили систему, позволяющую осуществлять торговые операции между ними в соответствующих местных валютах.

## Туризм
Таиланд является популярным местом для индонезийских туристов: в 2012 году Таиланд посетили 448 748 индонезийцев, заняв 16-е место среди иностранных посетителей. С другой стороны, в 2011 году Индонезию посетил 141 771 таиландский турист, заняв 13-е место. Большинство индонезийцев привлекают популярные таиландские туристические направления, такие как: Большой дворец Бангкока, тайская культура, еда и ночная жизнь, а также Пхукет. В основном туристы из Таиланда посещают Боробудур, а также Бали. Боробудур, расположенный на Центральной Яве, является крупнейшим в мире буддийским храмом, что привлекает многих таиландских туристов.